# Gouvernement Yaméogo I
République de Haute-Volta
 Yaméogo II
Le gouvernement Maurice Yaméogo I est le premier gouvernement de la République de Haute-Volta après l'autonomie et la proclamation de la République voltaïque le 11 décembre 1958. À la suite des élections législatives du 19 avril 1959, la composition du gouvernement est arrêtée par décret le 1er mai 1959, tous les ministres sont membres du Union démocratique voltaïque/Rassemblement démocratique africain.

## Composition
- Président : Maurice Yaméogo
- Ministre de l'Information, de la Justice et des Anciens combattants : Maurice Yaméogo
- Vice-président : Moussa Kargougou
- Ministre de l'intérieur : Moussa Kargougou

### Ministres
- Ministre des Investissements, de Garde des Sceaux, ministre de la Justice : Fernand Saller
- Finances : René Bassinga
- Élevage, Eaux et Forêts : Bakary Traoré
- Agriculture et Coopération : Sibiri Salembere
- Fonction publique : François Bouda
- Éducation nationale : Bamina Georges Nebié
- Santé publique et de la Population : Dr Paul Lambin
- Travaux publics, Transports et Communications : Mathias Sorgho
- Travail : Maxime Ouedraogo